# 米拉加亞龍屬
米拉加亞龍屬（學名：Miragaia）是種劍龍亞目恐龍，化石發現於葡萄牙，年代屬於侏羅紀晚期。米拉加亞龍以牠們的長頸部而聞名，頸部具有至少17節頸椎。

## 發現

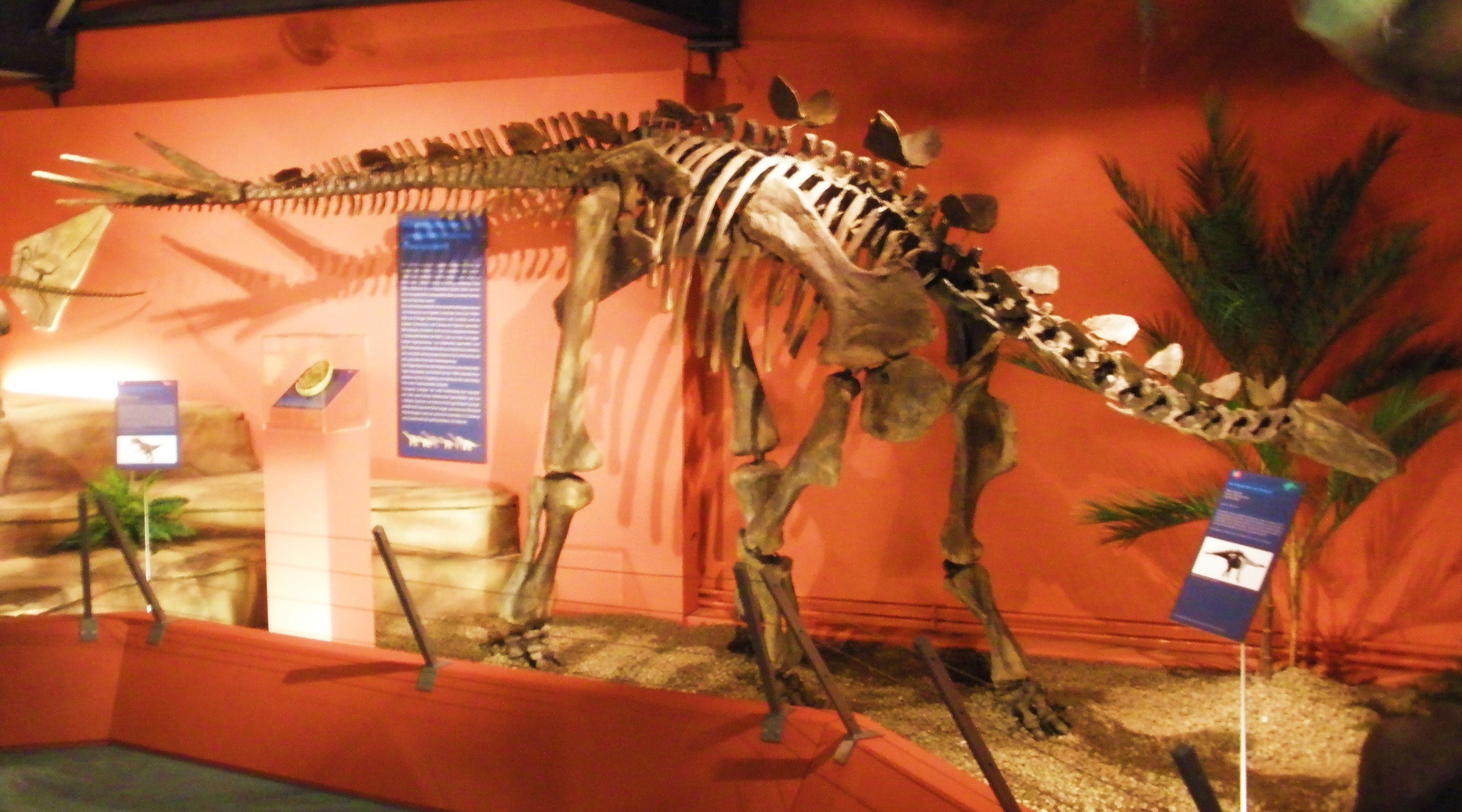
米拉加亞龍的骨架模型

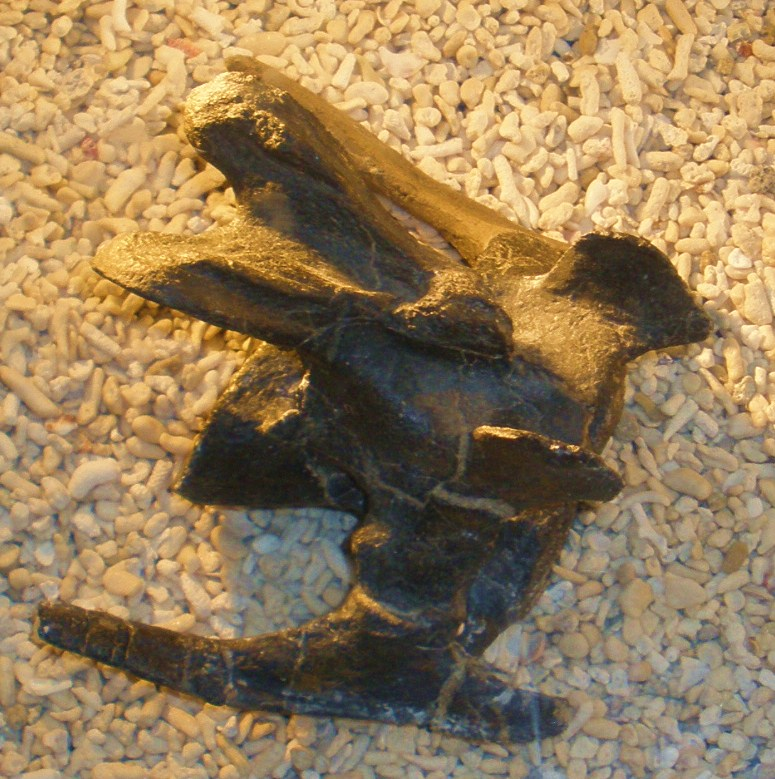
脊椎骨

米拉加亞龍的正模標本（編號ML 433）發現於葡萄牙北部奧波多市的勞爾哈組（Lourinhã Formation），年代為侏羅紀晚期（啟莫里階晚期到提通階晚期），約1億5000萬年前。這個標本是由一個部分顱骨，以及部分的身體前半段所構成；包含以下部位：大部分口鼻部、15節頸椎（缺少最前2節頸椎）、肩帶、大部分前肢、13個背部骨板。米拉加亞龍的顱骨，同時也是歐洲所發現的第一個劍龍類顱骨。
在正模標本的發現處附近，另外發現一個幼年個體標本（編號433-A），包含：一個部分骨盆、部分的脊柱，也被歸類於米拉加亞龍。
米拉加亞龍是由奧克塔維奧·馬特烏斯（Octávio Mateus）等人在2009年敘述、命名。模式種是長頸米拉加亞龍（M. longicollum）；屬名是以化石發現處的奧波多市的Miragaia堂區為名，種名則意為「長頸」。馬特烏斯等人同時也提出一個系統發生學研究，認為米拉加亞龍與銳龍屬於一個名為銳龍亞科（Dacentrurinae）的演化支；而銳龍亞科與劍龍屬都屬於劍龍科，兩者互為姊妹分類單元。

## 敘述
米拉加亞龍的明顯特徵，是其長於一般劍龍類的頸部，由至少17節頸椎所構成；與傳統觀念中，劍龍類的低矮步態、短頸部不同。米拉加亞龍的頸椎數量，甚至比大部分的蜥腳類恐龍還多（多介於12節到15節頸椎）；只有盤足龍、馬門溪龍、峨嵋龍等蜥腳類恐龍的頸椎數量，超過米拉加亞龍。馬特烏斯等科學家推論，米拉加亞龍的長頸部可使牠們有更大的進食範圍，或者是在求偶時具有視覺辨認的功能。
蜥腳類恐龍的長頸部，是由部分背椎向前移動構成頸部脊椎、額外增加的頸椎、每個頸部脊椎的長度加長…等因素形成。科學家推測米拉加亞龍的長頸部，是由部分背椎向前移動構成頸部脊椎而形成；而非額外增加的頸椎。與劍龍屬相比，米拉加亞龍的頸椎長度略長，但這可能是死後的化石化過程中，遭到外力變形的後果。
與其他劍龍科相同，米拉加亞龍的口鼻部前端缺乏牙齒。前肢的尺骨/橈骨長度比例，與劍龍屬的比例相近。頸部肋骨與頸椎癒合。恥骨的末端大，與銳龍相同。背部骨板成三角形。

## 外部連結
- （英文）葡萄牙發現新種恐龍。 （页面存档备份，存于）
- （英文）葡萄牙首見長頸劍龍類化石。 （页面存档备份，存于）
- （中文）葡萄牙发现长脖子剑龙——长颈米拉加亚龙[永久]